# Mohamed Camara (photographe)
Pour les articles homonymes, voir Camara et Mohamed Camara.
Mohamed Camara (né en 1983 à Bamako) est un photographe malien.

## Biographie
Il s’est spécialisé dans les photos prises dans les maisons, utilisant les objets de la vie quotidienne (comme les moustiquaires) comme élément principal du décor de ses photos. 
Sa première exposition remonte en 2002 à Paris, à la Galerie Pierre Brullé dans le cadre du mois de la photo. Il a également exposé à Lausanne en 2003 et à Bamako dans le cadre des Rencontres africaines de la photographie en 2003.
En octobre 2004, quelques dizaines de ses photographies ainsi qu'une vidéo  font partie de l'exposition Untitled à la Tate Modern de Londres. 